# Эппилл
Эппилл (Epillus) — кельтский вождь, король атребатов в 7—15 годах и, вероятно, король кантии в 15—30 годах. Один из трех сыновей Коммия, правителя атребатов . 

## Биография
После смерти Коммия в 20 году до н.э., ему наследовал его сын Тинкомий, а Эппилл, вероятно, был соправителем брата, что удалось установить по данным нумизматики. Столицей Эппилла был Новиомагус (Noviomagus) (совр. Чичестер) на юге королевства, в то время как Тинкомий правил в Калле Атребатум (совр. Силчестер) на севере страны. Эппилл стал правителем всей территории атребатов около 7 года, вероятно, отстранив брата, поскольку последний пытался обращаться к императору Августу. Однако Рим признал царем атребатов Эппилла, о чем свидетельствует надпись «rex» (лат. царь) на его монетах.
Обстоятельства смены места правления до конца не выяснены, считается, что Эппилл либо был свергнут своим младшим братом Верикой, либо мирно передал ему владения, чтобы самому править кантии, либо Эппилл, сын Коммия умер в 15 году н.э., и правитель кантии в более поздний период — другое лицо. Предполагается, также по нумизматическим источникам, что у Эппилла был сын Анаревитос.